# 942

## Догађаји
- Лето – Мађари нападају Ал-Андалуз (модерна Шпанија) и опседају град-тврђаву Лериду. Они пустоше Сердању и Хуеску и заробљавају Јахју ибн Мухамеда ибн ал Тавила, гувернера Омејада (валија) града Барбастра. У недостатку залиха хране и довољно сточне хране, Мађари се повлаче у Септиманију.
- Битка код Фраксинета: Краљ Иго од Провансе покреће напад на Фраксинет, маварску тврђаву на Азурној обали која је преузела контролу над долинама Пијемонта. Уз помоћ византијске флоте коју је послао цар Роман I, Иго је опседао маварску тврђаву уз помоћ угарских помоћних трупа (Кабарс).
- Краљ Иго од Провансе склапа примирје са Маврима из Фраксинета, након што је чуо вест да се швапска војска спрема да се спусти на Италију. Он дозвољава Маврима да нападну алпске превоје за своје политичке циљеве у његовој борби са Беренгаром од Ивреје. Византинци прекидају савез са Хугом и повлаче своје снаге.
- 17. децембар – Вилијам I од Нормандије, упао је у заседу и убио присталице Арнулфа I („Великог“), грофа Фландрије, док су њих двојица на мировној конференцији у Пиквињију (на острву на Соми) да би решили своје несугласице. Вилијама је наследио његов деветогодишњи син Ричард.
- Зима – Мађари нападају Фурланију и спуштају се у централну Италију. Иго од Провансе им даје велику суму признања ако се врате у Септиманију или Шпанију. Мађари одбијају понуду и упадају у село Лација, уништавајући област Сабина.
- Краљ Едмунд I креће се са својом војском на север да поново освоји Пет општина (пет главних градова данске Мерсије) у савременом Источном Мидлендсу од нордијско-ирског краља Олафа Сигтригсона.
- Идвал Фоел, краљ Гвинеда, отворено се побуни против превласти Едмунда I. Он и Лливелин ап Мерфин, краљ Повса, гину у борби против енглеских снага.
- Муларада, оснивач династије Чаулукија, замењује последњег владара Чавде, Саманта-Симху, у Гуџарату (савремена Индија). Оснива независно краљевство са престоницом у Анахилапатака.
- Папа Стефан VIII покушава да преговара о миру који ће окончати свађу између Алберика II, владара Рима, и Ига од Провансе (његовог очуха), али он умире после трогодишње владавине. Стефана је наследио папа Марин II као 128. римски папа.